# André Grétry
André-Ernest-Modeste Grétry (Liège, 1741. február 8. – Montmorency, 1813. szeptember 24.) zeneszerző, a francia opéra comique egyik legnagyobb mestere.

## Élete
1741-ben Liège városában született, szegény család gyermekeként. Apja hegedűs volt a városban, ő volt fia első zenetanára. Grétry gyenge testalkatú, törékeny fiú volt, aki tanáraitól sokat szenvedett. 1750-ben a liège-i Saint Denis-templom kórusának lett a tagja, ahol elsősorban énektudását volt alkalma fejleszteni, de három évvel később mint teljesen tehetségtelen és képezhetetlen diákot elbocsátották. Ekkor a La Cigogne zeneiskolába került, ahol hegedülni, énekelni, csembalózni, orgonálni tanult. Ekkor ismerte meg az olasz operát és énektechnikát.
A zeneiskolában Grétry szépen fejlődött, de mielőtt megfelelően kiművelhette volna magát a zeneszerzés terén, már komponált. 1758-ban 6 kis szimfóniát írt, majd a következő évben elkészült a Messe solenelle-je is. Ezek a darabok hagytak maguk után kívánni valót, de mivel ígéretes tehetségnek mutatták szerzőjüket, a zeneiskola falai közt zajos sikert arattak. Támogatóinak hála 1759-ben Rómába utazhatott, ahol hat évig volt a College Liège lakója. 1765-ben írta első színpadi darabját, a La vendemmiatrice című rövid kis intermezzót. Még ebben az évben levizsgázott a bolognai Accademia dei Filarmonicin. Közben több neves szerző (Piccinni, Sacchini stb.) tanítványa is volt, de gyenge idegrendszere nem bírta sokáig mesterei szigorát. Ezért hamar elhatározta, hogy megpróbál saját lábára állni.
Rómát elhagyva 1766-ban Genfbe érkezett, ahol rögtön egy opera komponálásába kezdett. Az Isabelle et Gertrude zajos sikert aratott a városban. A siker hatására a következő évben Párizsba utazott, ahol előadták olasz stílusban írt Les mariages Samnites című darabját, amely ugyan nem lett sikeres, de Creutz gróf svéd követ pártfogásába vette az ifjú zeneszerzőt. Ezután gyors egymásutánjában három operáját is bemutatták a Comédie Italienne színházában. Mind a három darab zajos sikert aratott. és szerzőjük ettől kezdve elismert szerző lett a francia fővárosban.
Évente két-három művet komponált, a darabok premierjére általában a királyi udvarban került sor, majd a Comédia Italienne színpadain kerültek színre. Grétry az 1770-es évekre már Európa-szerte elismert szerző, operáit Oroszországban, német nyelvterületen, Svédországban, Itáliában és Belgiumban is nagy sikerrel játszották. 1771-ben már mint híres és nagy tekintélyű zeneszerző vezette oltárhoz Jeanne-Marie Grandont. Azonban a sikerek mellett tragédiák is érték Grétryt: felesége három lányt szült neki, de mind a három fiatalon meghalt. Igaz, Lucile Grétry még néhány darab komponálásában segédkezhetett apjának.
Közben 1789-ben kitört a francia forradalom. Grétry nem vetette bele magát az eseményekbe, helyette kiadta emlékiratait. A forradalom után művei veszítettek népszerűségükből, de szerzőjüket továbbra is nagyra tartották: utcát neveztek el róla és felkérték, hogy legyen az 1795-ben alapított Institut de France a művészeti osztályának egyik képviselője.
Két év múlva kiadta kiegészített memoárjait. Élete vége felé egyre kevesebbet komponált, inkább zeneelméleti könyveket, zenei tankönyveket, visszaemlékezéseket írt. 1802-ben Napóleon kitüntette a Becsületrend lovagja címmel. Grétry ezután visszavonult Montmorency-ba, ahol magányosan töltötte élete utolsó éveit. Réflexions d’un solitaire címen összegyűjtötte gondolatait zenéről, történelemről, az életről, az emberekről. 1813. szeptember 24-én hunyt el.

## Munkássága
Grétry művei túlnyomórészt operák. Írt néhány szimfóniát, vonósnégyest és két egyházi kompozíciót, de ezek nem bírnak jelentőséggel. Igazán nagyot az opera, azon belül is a francia zenés komédia terén alkotott. Zenéjének kidolgozása nem hibátlan, de bővelkedik nagy jellemző erővel bíró dallamokban.
A szerző darabjai szétfeszítik az addigi francia opera műfaji kereteit. Műveiben elmosódik a határ az opéra comique és a tragédie lyrique között. Operáiban keveredik a komikum a tragikummal, a pátosz a könnyedséggel, de az opéra comique prózai dialógusai megmaradtak. A szerző a zenei nyelv természetességének az eszményét vallotta: könnyen megjegyezhető dallamokat, egyszerű harmonizálással vetett papírra. Rameau színpadi műveit nem szerette, Gluck darabjaitól idegenkedett. 1775-ben nagy kudarcot vallott, amikor szerencsét próbált annál a színháznál, ahol Gluck darabjait játszották. Később L’amitié á l’épreuve című darabja komponálását azért hagyta abba, mert közben a tudomására jutott, hogy Gluck is ezt a témát kezdte el feldolgozni.
Mindamellett Grétry zenéjét formai sokféleség jellemzi: áriák, strófikus dalok, együttesek, kórusok, balett, pantomimjelentek tarkítják darabjait. A témák: a görög mitológia, de mindenekelőtt a polgári hétköznapok kisszerűsége, ugyanakkor megjelennek a történelmi témák is, amelyeket komikus elemekkel tűzdelt tele. Grétry darabjai megelőlegezik a romantikus megváltás operákat (Zemir et Azor 1771), valamint a szabadító operákat (Richard Cœur-de-Lion 1784). Ezek a művek következetesen alkalmazzák az emlékeztető motívumokat az egyes zárt formák összekapcsolására.
Művei közül kiemelkedik a Zémire et Azor zenekari effektusaival, a Richard Cœur-de-Lion, ennek nagy újítása, hogy történelmi elemeket visz az opéra comique-ba. Az utóbbi darab Franciaországban a mai napig nagy népszerűségnek örvend. 1794-ben készült el a La rosière républicaine ou La fête de la vertue. A tartalom jellemző a forradalmi időkre. Egy falusi szerelmi történetet dolgoz fel, ezzel kapcsolta össze a katolicizmussal való szembefordulást és az ész kultusza melletti állásfoglalást. A közönség azonban lassan az opera-tragédia felé fordult és 1789-től kezdve fokozatosan cserbenhagyta Grétryt.

## Operái
- La Vendemmiatrice 1765
- Isabelle et Gertrude ou Les Sylphes supposés 1766
- Les Mariages samnites 1768
- Le Connaisseur 1768
- Le Huron 1768
- Lucile 1769
- Le Tableau parlant 1769
- Momus sur la terre 1769)
- Sylvain 1770
- Les Deux Avares 1770
- L'Amitié à l'épreuve 1770
- L'Ami de la maison 1771
- Zémire et Azor 1771
- Le Magnifique 1773
- La Rosière de Salency 1773
- Céphale et Procris ou L'Amour conjugal 1773
- La Fausse Magie 1775
- Les Mariages samnites [rev] 1776
- Pygmalion 1776)
- Amour pour amour 1777
- Matroco 1777
- Le Jugement de Midas 1778
- Les Trois Âges de l'opéra 1778
- Les Fausses Apparences ou L'Amant jaloux 1778
- Les Statues 1778
- Les Événements imprévus 1779
- Aucassin et Nicolette ou Les Mœurs du bon vieux temps 1779
- Andromaque 1780
- Émilie ou La Belle Esclave 1781
- Colinette à la cour ou La Double Épreuve 1782
- L'Embarras des richesses 1782
- Électre 1782
- Les Colonnes d'Alcide 1782
- Thalie au nouveau théâtre 1783
- La Caravane du Caire 1783
- Théodore et Paulin 1784
- Richard Cœur de Lion (1784
- L'Épreuve villageoise 1784
- Panurge dans l'île des lanternes 1785
- Œdipe à Colonne 1785
- Amphitryon 1786
- Le Mariage d'Antonio 1786)
- Les Méprises par ressemblance 1786
- Le Comte d'Albert 1786(Lucile Grétryvel közös mű)
- Toinette et Louis 1787 Lucile Grétryvel közös mű
- Le Prisonnier anglais 1787
- Le Rival Confident 1788
- Raoul Barbe-Bleue 1789
- Aspasie 1789
- Pierre le Grand 1790
- Roger et Olivier 1790
- Guillaume Tell 1791
- Cécile et Ermancé ou Les Deux Couvents 1792
- Basile ou À trompeur, trompeur et demi 1792
- Séraphine ou Absente et présente 1792
- Le Congrès des rois 1794
- Joseph Barra 1794
- Denys le tyran, maître d'école à Corinthe 1794
- La Fête de la raison 1794
- Callias ou Nature et patrie 1794
- Diogène et Alexandre 1794
- Lisbeth 1797
- Anacréon chez Polycrate 1797
- Le Barbier du village ou le Revenant 1797
- Elisca ou L'Amour maternel 1799
- Le Casque et les Colombes 1801]
- Zelmar ou L'Asile 1801
- Le Ménage 1803
- Les Filles pourvues 1803